# Alessandro Bisnato
Alessandro Bisnato, noto anche come Bisnati o Besnati, (Ducato di Milano, 1562 – ...) è stato un ingegnere italiano, cittadino del Ducato di Milano.

## Biografia
Nato intorno al 1562 nel Ducato di Milano, il 31 dicembre 1591 viene eletto nel consiglio degli ingegneri dello Stato: esperto di idrica, assiste Giuseppe Meda nei lavori di navigabilità dell'Adda e sarà poi il suo successore nell'apertura del Naviglio Langosco.
Dal 17 settembre 1609 è ingegnere della Fabbrica del Duomo: suo allievo fu Fabio Mangone, del quale si avvalse per la costruzione del Teatro Regio Ducale.
Tra le opere minori del Bisnato si ricordano l'orologio del palazzo dei Giureconsulti, mentre non venne implementato il suo progetto per la chiesa di sant'Ambrogio alla Vittoria a Parabiago.
Il figlio Giovanni Paolo proseguì l'attività familiare.